# Alte Synagoge (Bingen am Rhein)

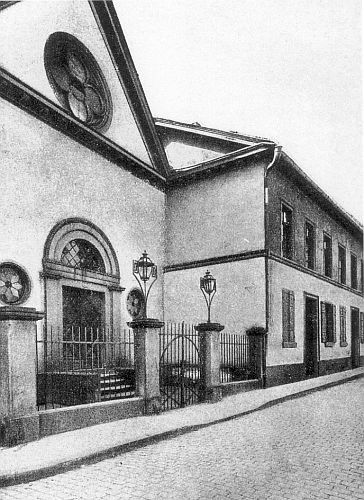
Die Alte Synagoge in Bingen (1905)

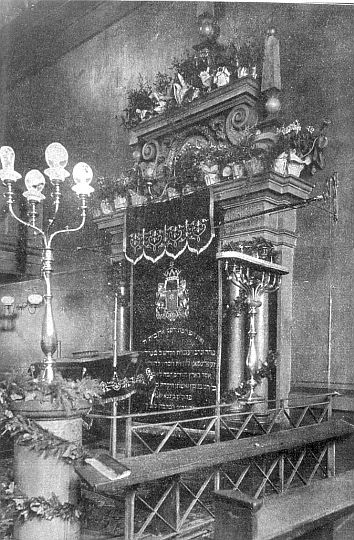
Thoraschrein (um 1900)

Die Alte Synagoge in Bingen am Rhein, einer Stadt im Landkreis Mainz-Bingen in Rheinland-Pfalz, wurde 1698 errichtet. Die ehemalige Synagoge befand sich an der Rheinstraße 2–4. Der Hochzeitsstein befindet sich heute im Israel-Museum in Jerusalem.

## Geschichte
Im Jahr 1698 wurde an der Stelle der mittelalterlichen Synagoge ein Neubau erstellt. Nach einem Brand im Jahr 1789 wurde der Betsaal vergrößert. Im Jahr 1831 wurde der Eingang von der Judengasse im Süden zur Rheinstraße im Norden verlegt. Durch den Einbau einer Frauenempore konnte der Männerbereich vergrößert werden. Bereits 1841 wurde eine erneute Erweiterung vorgenommen. Die Orgel- und Chorempore wurde 1871 eingebaut.
In den Jahren 1903 bis 1905 wurde die Neue Synagoge in Bingen errichtet und die Ritualien der alten Synagoge einschließlich des Toraschreines wurden in die neue Synagoge überführt.
Das alte Synagogengebäude wurde verkauft, es wurde als Gaststätte und Hotel genutzt. 1975 brannte das Gebäude ab und an der Stelle wurde ein Neubau errichtet. Im Jahr 1985 kaufte die Stadt Bingen das Gebäude und ließ auf dem Grundstück ein Haus der Jugend errichten.